# ماورو غارسيا
ماورو غارسيا (21 مايو 1971 موانيا إسبانيا - ) هو لاعب كرة قدم إسباني، يلعب كمدافع.